# Hydrosalpinx
 (août 2024).
Si vous disposez d'ouvrages ou d'articles de référence ou si vous connaissez des sites web de qualité traitant du thème abordé ici, merci de compléter l'article en donnant les références utiles à sa vérifiabilité et en les liant à la section « Notes et références ».

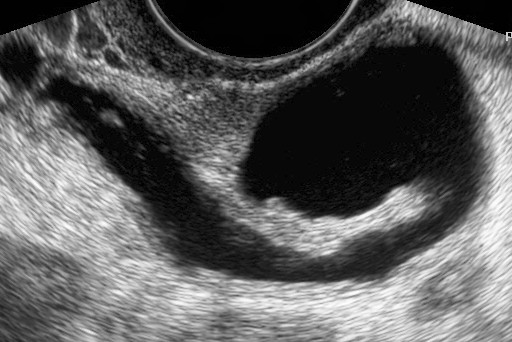
Hydrosalpinx gauche, observé par échographie gynécologique.

L’hydrosalpinx est la dilatation des trompes de Fallope par un liquide séreux, clair qui comprime l'épithélium muqueux. Il représente une séquelle d'inflammation tubaire.

## Quels sont les symptômes de l’hydrosalpinx?
L’hydrosalpinx est généralement asymptomatique. Toutefois, quelques signes discrets sont évocateurs tels que :
- des douleurs pelviennes ;
- une sensation de pesanteur dans le bas-ventre ;
- des douleurs lors des rapports sexuels, etc.

Néanmoins, le principal signe d’hydrosalpinx est l’infertilité féminine. Un bilan d’infertilité doit faire rechercher son existence possible. 